# Rafael Fontecilla
Rafael Florencio Fontecilla Riquelme  (Mulchén, Chile, 7 de agosto de 1889 - 10 de mayo de 1976) fue un abogado, profesor, jurista y juez chileno. Fue Presidente de la Corte Suprema de Chile

## Biografía
Nació en 1889. Sus padres fueron Benjamín Fontecilla Adrover y Margarita Riquelme Hermosilla.
Egresó del Liceo de Aplicación en 1908. Luego estudió derecho en la Universidad de Chile titulándose en 1914. 
Contrajo matrimonio con Ana Rosa Romero Rivera, con la cual tuvo dos hijos. Ana Rosa falleció prematuramente y Rafael volvió a contraer matrimonio con Aída Concepción Laso Correa en 1950. Tiempo después la pareja tenían un hijo.   
Fue Profesor de Derecho Penal de la Universidad de Chile y fue Presidente de la Corte Suprema de Chile desde 1960 hasta 1963.

## Obras
- 1929 El proyecto de Código Penal para la República de Chile.
- 1930 La pena, editorial Cisneros, Santiago de Chile.
- 1932 El Código Penal Chileno ante las nuevas orientaciones de la ciencia penal, Editorial Lagunas y Quevedo Limitada, Santiago de Chile.
- 1934 Derecho Procesal Penal, Editorial El Imparcial, Santiago de Chile.
- 1946 Interpretación judicial de las ley de procedimiento penal y especialmente en torno a los vocablos: Inculpado, Reo y Procesado, Editorial EDIAR S.A. Editores, Buenos Aires..
- 1956 Concurso de delincuentes, de delitos y de las leyes penales y sus principales problemas jurídicos Editorial Jurídica de Chile, Santiago de Chile.
- 1978 Tratado de Derecho Procesal Penal, Editorial Jurídica de Chile, Santiago de Chile.